# Jasnogorsk
Jasnogorsk (rusky Ясногорск) je město v Tulské oblasti v Ruské federaci. Při sčítání lidu v roce 2010 měl bezmála sedmnáct tisíc obyvatel.

## Poloha a doprava
Jasnogorsk leží na říčce Vašaně, pravém přítoku Oky v povodí Volhy. Od Tuly, správního střediska oblasti, je vzdálen přibližně pětatřicet kilometrů severně.

## Dějiny
První zmínka o Jasnogorsku je z 16. století, kdy se jednalo o vesničku s název Laptěvo. Její význam stoupl v roce 1867, kdy zde vzniklo nádraží na železniční trati z Moskvy do Tuly a dál na jih do Kurska.
K povýšení na město došlo v roce 1958 a v roce 1965 bylo město přejmenováno na Jasnogorsk.

### Rodáci
- Sergej Vladimirovič Borisov (* 1983), dráhový cyklista